# Johan Gorries von Gorgas
Johan Gorries von Gorgas, födelse- och dödsår okända, var en tyskfödd ingenjör i först svensk och senare dansk tjänst. 
Gorries von Gorgas gick under trettioåriga krigets senare skede i svensk tjänst och blev kapten vid Hans Christoff Königsmarcks regemente och ingenjör vid fästningarna i Bremen. Han utarbetade en karta över Bremen-Verden och blev 1650 ingenjör vid bremiska fortifikationsstaten, adlades 1653, blev överstelöjtnant och kommendant i Burg 1654 och medföljde 1655 ett till Polen marscherande regemente. Han förordnades där samma år till generalkvartermästarlöjtnant och generalkvartermästare. 
År 1656 uppgjorde Gorries von Gorgas dessein till Graudenz befästande och hade överinseende över befästningsarbeten i Preussen. År 1657 medföljde han Karl X till Danmark som generalkvartermästare och blev den 3 augusti tillika överste för ett dragonregemente. Han ledde tillsammans med Erik Dahlbergh stormningen av Frederiksodde och anordnade det befästa lägret vid Bredstrup, men deltog ej i tåget över Bält, utan kvarstannade i Holstein hos pfalzgreven av Sulzbach; i slutet av 1658 kallades han emellertid över till Själland för att överta ledningen av Köpenhamns belägring och befäste 1659 Korsør och Nyborg samt Nakskov, där han förordnades till kommendant. Efter krigets slut fick han avsked 1661 och gick i kurfurstens av Pfalz tjänst som "råd och general-wachtmästare öfver militiæstaten". Han övergick sedermera i dansk tjänst som generalmajor och kommenderades till Norge, där han 1667 förefaller ha fått kommandot över militien sunnanfjälls och sedan avancerat till generallöjtnant.